# Герб Олександрівського району (Донецька область)
Герб Олекса́ндрівського райо́ну — офіційний символ Олександрівського району Донецької області, затверджений рішенням № 23/17-163 сесії районної ради від 8 серпня 2001 року.

## Опис
На щиті, перетятому на зелене і синє поля, кільце, складене з срібної риби і двох золотих колосків. Щит обрамлений вінком з кукурудзи і соняшників, перевитим синьою стрічкою з написом «Олександрівський район».